# Lypsimena tomentosa
Lypsimena tomentosa là một loài bọ cánh cứng trong họ Cerambycidae.